# Томас Гілл (художник)
То́мас Гілл (англ. Thomas Hill; 11 вересня 1829 — 30 червня 1908) — американський художник XIX століття. Відомий своїми картинами Каліфорнійських пейзажів, зокрема, Долини Йосеміті та Вайт-Маунтінс (Нью-Гемпшир).

## Біографія

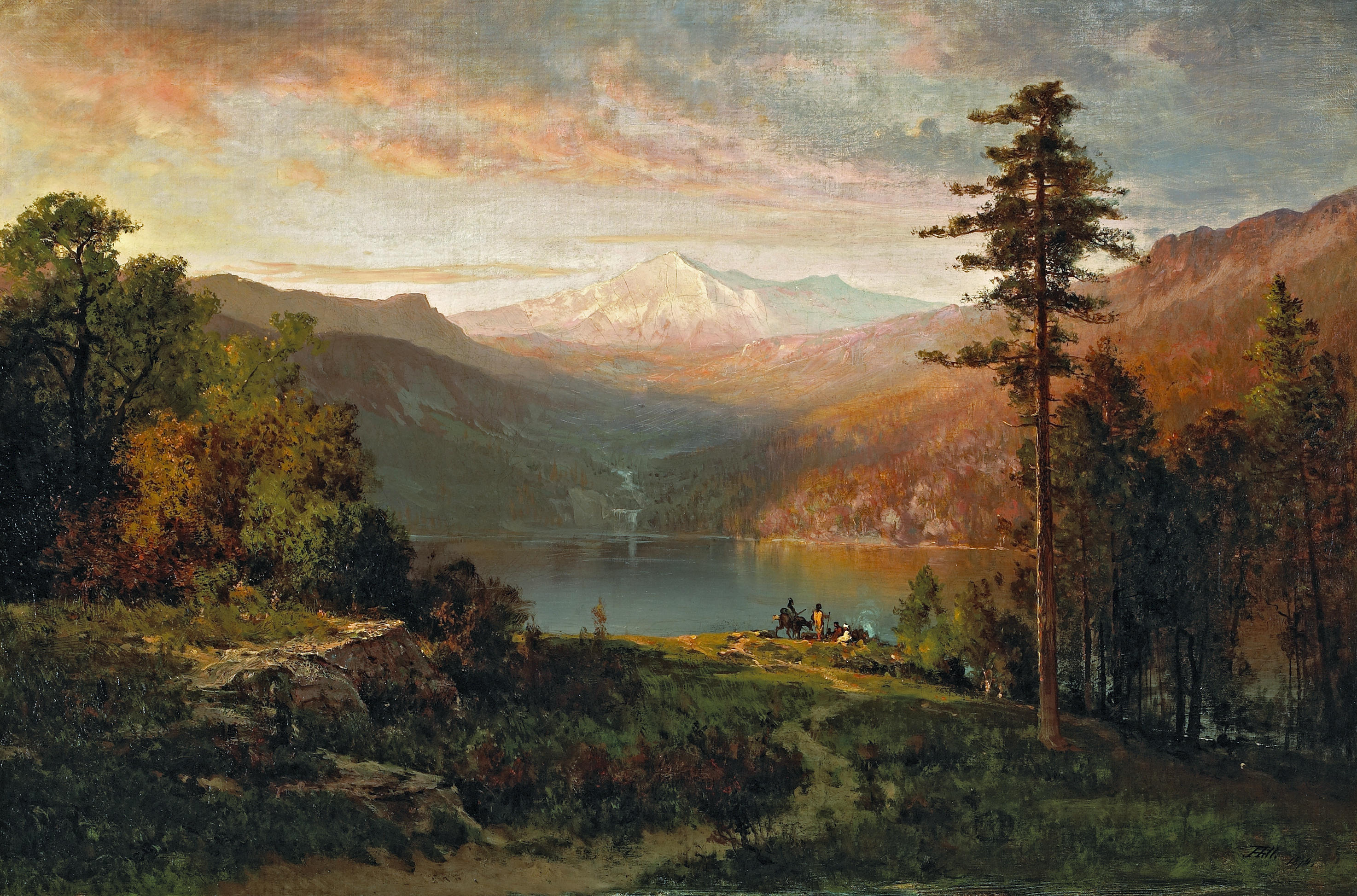
«Індіанці біля озера у величному пейзажі Каліфорнії» (1870).

Томас Гілл народився 11 вересня 1829 року в Англії. Його молодший брат Едвард Гілл також став успішним художником. У віці 15 років Томас зі своєю сім'єю іммігрував до Сполучених Штатів. Вони оселилися в Тонтені, штат Массачусетс. У 1851 році він одружився з Шарлоттою Елізабет Гоукс. Вони мали дев'ятеро дітей.
Коли Томасу було 24 роки, він почав відвідувати вечірні класи у Пенсильванській Академії витончених мистецтв і вчився у американського художника Пітера Ротермела (Peter F. Rothermel, 1812—1895). У свої студентські роки Гілл подорожував до Вайт-Маунтінс у Нью-Гемпширі, де робив ескізи разом із членами школи річки Гудзон. У 1856 році Гілл разом із сім'єю переїхав до Сан Франциско.
У 1865 році, разом з художником Вергілієм Вільямсом та фотографом Карлтоном Воткінсом, Гілл здійснив свою першу подорож у Долину Йосеміті, що знаходиться у західних горах Сьєрра-Невада у Північній Каліфорнії і є центром одного з найперших і найвідоміших національних парків — Йосеміті. Сьогодні ця долина привертає туристів зі всього світу.
До кінця свого життя, Гілл підтримував студію у Wawona Hotel, історичному готелі, що знаходиться у південній частині національного парку Йосеміті у Каліфорнії. Після перенесеного інсульту Гілл залишив Йосеміті і почав подорожував узбережжям Каліфорнії, зупиняючись у Коронадо, Сан-Дієго і Санта-Барбарі у пошуках більш сприятливого клімату.
Помер Томас Гілл 30 червня 1908 року в Реймонді, Каліфорнія. Похований на кладовищі Маунтін-В'ю в Окленді.

## Відомі роботи
Джерелом натхнення для художника були Долина Йосеміті та Вайт-Маунтінс у Нью-Гемпширі.

Картини Томаса Гілла
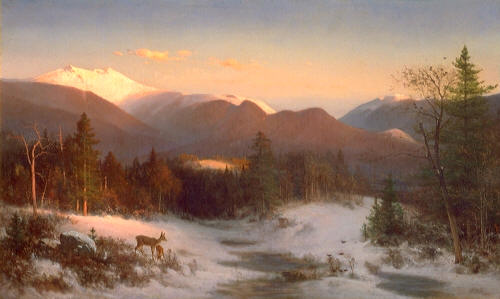
Гора Лафаєт взимку (1870)
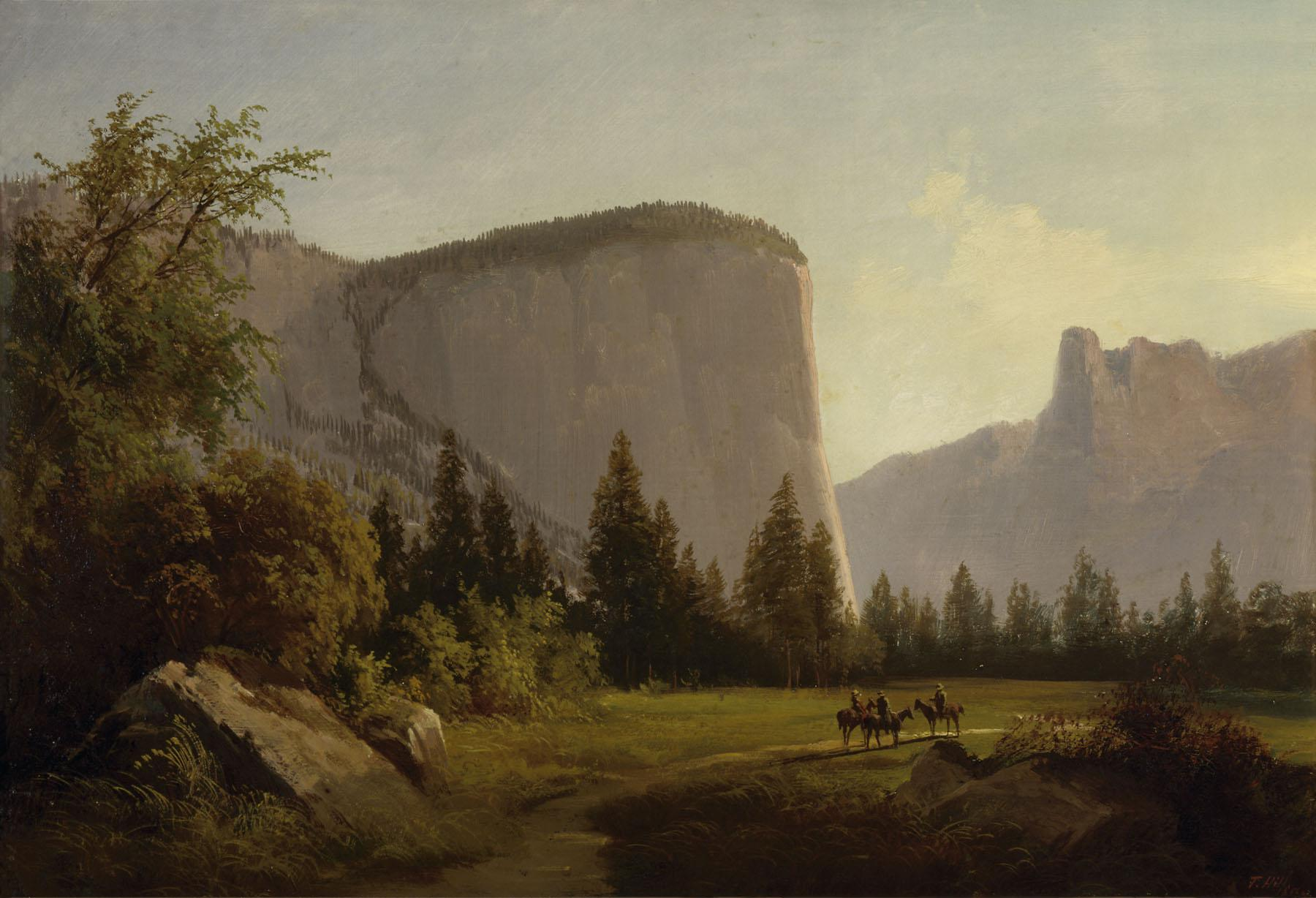
Скеля Ель Капітан (1866)
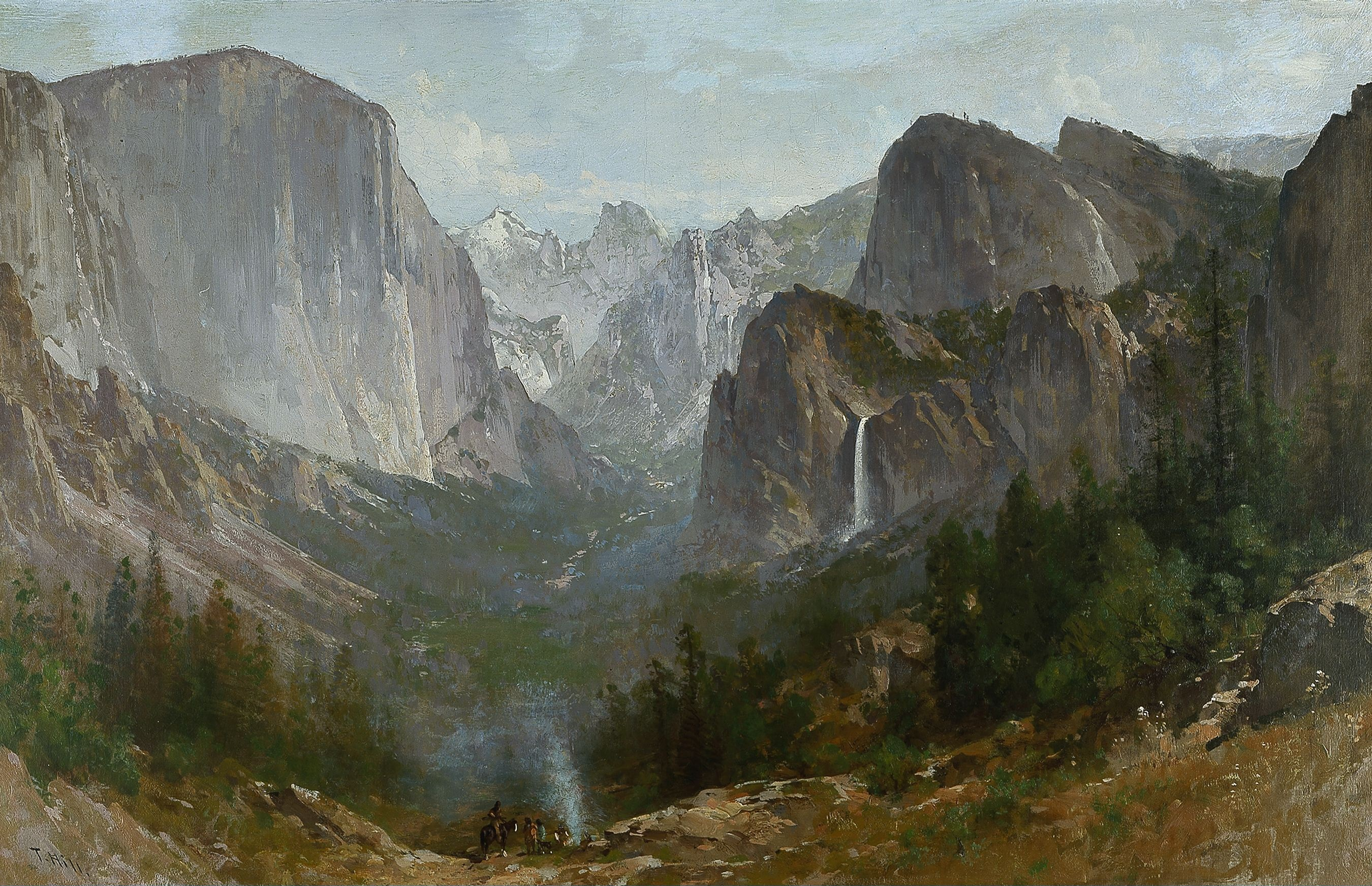
Індіанці біля багаття, долина Йосеміті (1885)
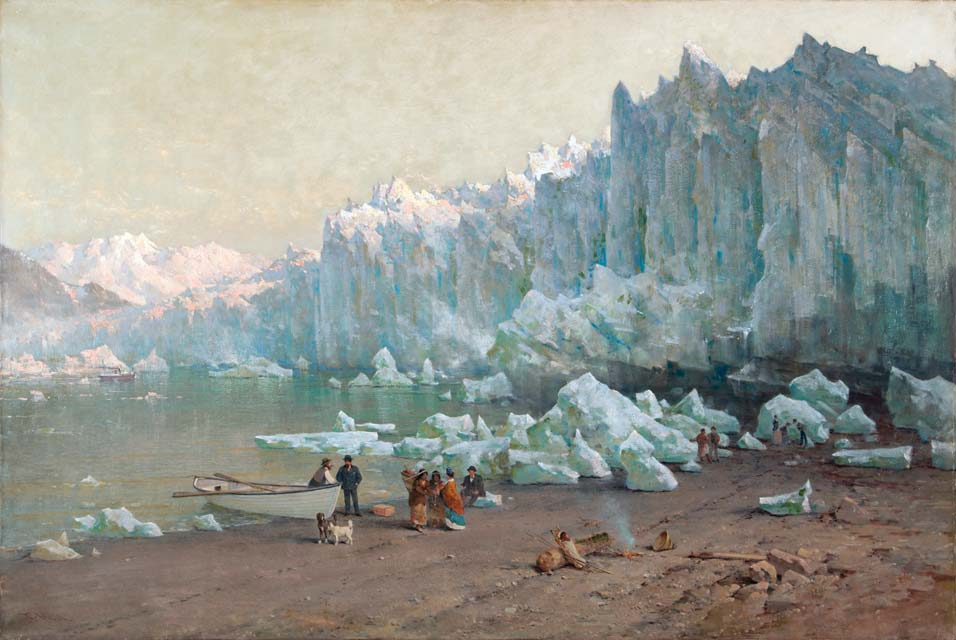
Льодовик М'юїр, Аляска (1887-88)
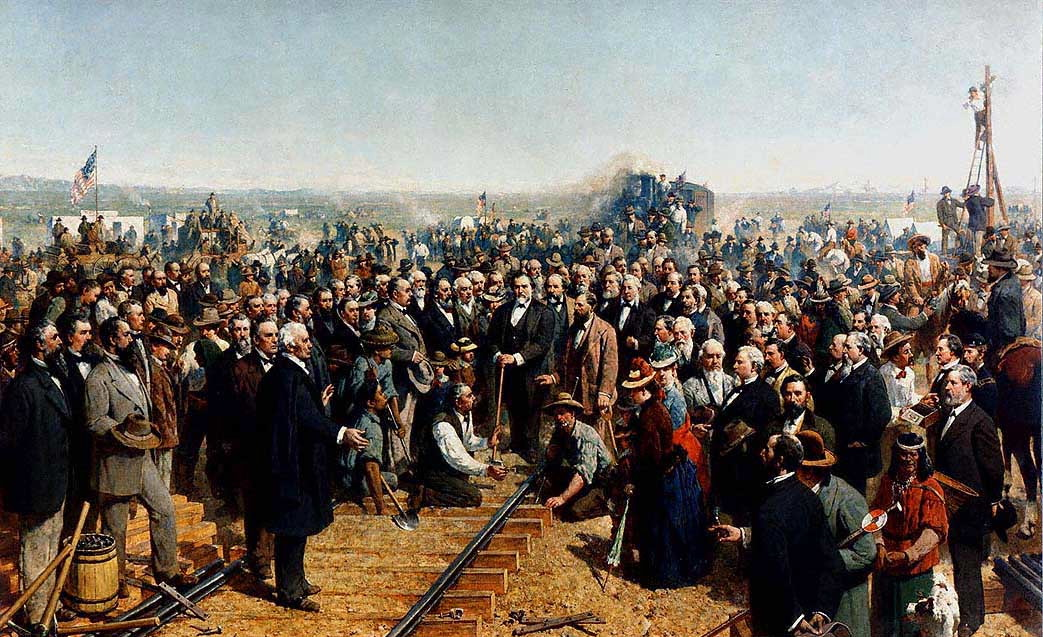
«Останній цвях» (1881)

## Нагороди
- 1853: Silver Medal, Maryland Institute, MD
- 1865: First Prize, California Art Union, San Francisco, CA
- 1871: Bronze Medal, New York Palette Club, New York, NY
- 1876: Medal, Centennial Exposition, Philadelphia, PA
- 1879, 1890: Gold Medals, California State Fairs, CA
- 1884: Temple Medal, Pennsylvania Academy of Fine Art, PA
- 1888: Premium Award, Mechanics’ Institute of San Francisco, CA
- 1894: Bronze Medal, Mechanics’ Institute of San Francisco, CA